# المالح (أولاد احمد)
المالح هو دُوَّار يقع بجماعة الشطيبة، إقليم قلعة السراغنة، جهة مراكش آسفي في المملكة المغربية. ينتمي الدوّار لمشيخة أولاد احمد التي تضم 14 دوار. يقدر عدد سكانه بـ 702 نسمة حسب الإحصاء الرسمي للسكان والسكنى لسنة 2004.

## روابط خارجية
- البوابة الوطنية للجماعات الترابية
- المندوبية السامية للتخطيط